# Illés Anna (vízilabdázó)
Illés Anna Krisztina (Budapest, 1994. február 21. –) olimpiai bronzérmes, Európa-bajnok magyar vízilabdázónő.

## Pályafutása
2009-ben az U18-as világbajnokságon negyedik volt Hanti-Manszijszkban. A következő évben Nápolyban az U20-as Európa-bajnokságon ötödik helyezést ért el. Az U17-es Európa-bajnokságokon 2010-ben bronz-, 2011-ben ezüstérmet szerzett. A 2011-es U20-as világbajnokságon második volt. A felnőttek között kilencedik lett a világbajnokságon. 2012-ben a felnőtt válogatott játékosaként Európa-bajnoki bronzérmes volt. Ugyanebben az évben az U19-es Európa-bajnokságon és az U18-as világbajnokságon is a dobogó második fokára állhatott.
A 2013-as női vízilabda-világligán negyedik helyezett volt. A 2013-as női vízilabda-világbajnokságon bronzérmet szerzett. A junior világbajnokságon hatodik helyezést ért el.
2014-ben az amerikai NCAA bajnokságban negyedik helyen végzett a klubjával.
A 2015-ös női vízilabda-világbajnokságon kilencedik lett. A 2016-os női vízilabda-Európa-bajnokságon aranyérmet szerzett. Tagja volt a 2021-re halasztott tokiói olimpián bronzérmet szerző válogatottnak.
Játékos-pályafutását 2023 májusában fejezte be.

## Sikerei
Világbajnokság
- bronzérmes: 2013

Európa-bajnokság
- aranyérmes: 2016
- bronzérmes: 2012, 2014, 2020

U20-as világbajnokság
- ezüstérmes: 2011

U18-as világbajnokság
- ezüstérmes: 2012

U19-es Európa-bajnokság
- ezüstérmes: 2012

U17-es Európa-bajnokság
- ezüstérmes: 2011
- bronzérmes: 2010

Magyar bajnokság
- ezüstérmes: 2012
- bronzérmes: 2016, 2019, 2021, 2022, 2023

Magyar kupa
- győztes: 2011, 2022

## Díjai
- Magyar Arany Érdemkereszt (2021)[5]

## Magánélete
Férje Simon Roland, az A-Híd VasasPlaket 2023-ban LEN-Európa-kupa-győztes vízilabdázója.